# Ephesia kurenzovi
Ephesia kurenzovi là một loài bướm đêm trong họ Noctuidae.